# Tupá (Levice)
Tupá es un municipio del distrito de Levice en la región de Nitra, Eslovaquia, con una población estimada a final del año 2024 de 554 habitantes.
Se encuentra ubicado al este de la región, cerca de los ríos Ipoly y Hron (ambos, afluentes izquierdos del Danubio) y de la frontera con la región de Banská Bystrica.

## Demografía
| Año        | 1994 | 2004    | 2014    | 2024    |
| ---------- | ---- | ------- | ------- | ------- |
| Población  | 643  | 620     | 599     | 554     |
| Diferencia |      | −3,57 % | −3,38 % | −7,51 % |

| Año        | 2023 | 2024    |
| ---------- | ---- | ------- |
| Población  | 565  | 554     |
| Diferencia |      | −1,94 % |